# Kométa Kaposvár

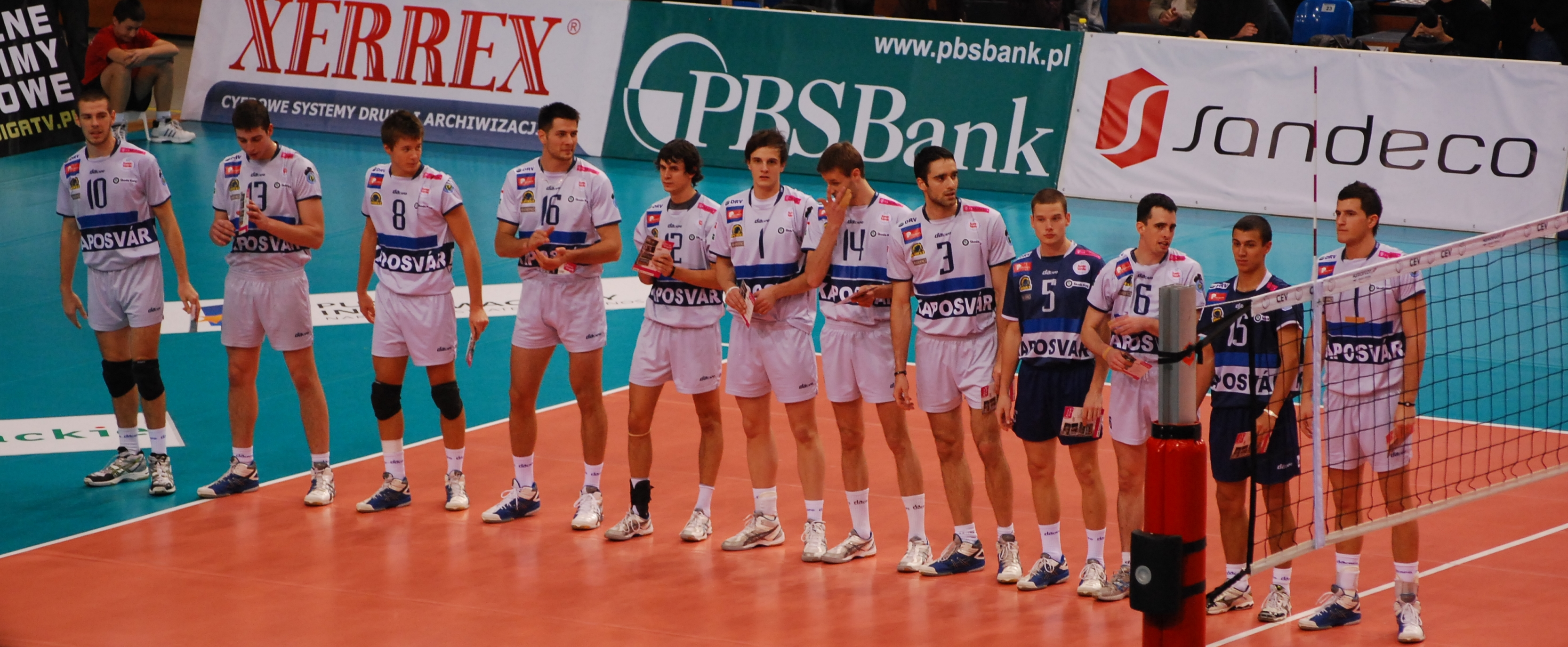

Le Kométa Kaposvár est un club hongrois de volley-ball, fondé en 1953 et basé à Kaposvár, évoluant en NB I Liga (plus haut niveau national).

## Historique
- Le club a été fondé sous le nom de Kaposvári Dózsa
- Chronologie des noms :
  - 1953 : Kaposvári Dózsa
  - 1992 : Kaposvári Somogy SC
  - 1995 : Kaposvári Sport Club (SC)
  - 1996 : Kaposvári Balatel Sport Club (SC)
  - 1997 : Pini Kaposvár Sport Club (SC)
  - 2000 : Kométa Kaposvár
  - 2009 : Diamant Kaposvár
  - 2010 : Kaposvári Röplabda SE
  - 2010 : Fino Kaposvár

## Palmarès
- Championnat de Hongrie (8)
  - Vainqueur : 1992, 1993, 1994, 1997, 1999, 2000, 2001, 2005
  - Finaliste : 1991, 1998, 2003, 2004, 2006
- Coupe de Hongrie (9)
  - Vainqueur : 1992, 1994, 1997, 1998, 1999, 2000, 2002, 2003, 2006
  - Finaliste : 1993, 2001, 2004, 2005

## Effectif de la saison en cours
Entraîneur : Péter Mészáros  Hongrie ; entraîneur-adjoint : Péter Zarka  Hongrie
| Numéro | Nom                    | Taille | Nationalité | Poste |
| 1      | Iván LASZCZIK          | 1,87   | Hongrie     | P     |
| 2      | Dániel HORVÁTH         | 1,95   | Hongrie     | R/A   |
| 3      | Jószef NAGY            | 2,00   | Hongrie     | C     |
| 4      | István BÁHNEGYI        | 2,00   | Hongrie     | C     |
| 5      | Carrión Noermis CHACÓN | 1,98   | Cuba        | C     |
| 6      | Dávid MOLNÁR           | 1,93   | Hongrie     | L     |
| 8      | Mihály CZINTULA        | 1,94   | Hongrie     | R/A   |
| 9      | Zoltán KOVÁCS          | 2,05   | Hongrie     | C     |
| 10     | Zoltán MACSA           | 1,89   | Hongrie     | P     |
| 11     | Sándor KÁNTOR          | 1,97   | Hongrie     | R/A   |
| 12     | Marko GALEŠEV          | 1,97   | Serbie      | P     |
| 14     | Szabolcs NÉMETH        | 2,00   | Hongrie     | R/A   |
| 17     | Zóltan MÓZER           | 1,90   | Hongrie     | R/A   |
| ?      | Lajos DÖMÖTÖR          |        | Hongrie     | R/A   |

## Joueurs majeurs
- Dömötör Meszaros  Hongrie (pointu, 1,99 m)